# Giovanni di Mastro Pedrino
Giovanni di Mastro Pedrino oder Giovanni di Mastro Pedrino Depintore, Pseudonym von Giovanni Merlini (* um 1390 in Forlì; † 1465 ebenda), war ein italienischer Maler und Historiker.

## Leben
Giovanni di Mastro Pedrino, oder Giovanni Merlini, war der Sohn eines Pedrino di Merlino, der eine Malerwerkstatt betrieb. Dem Beispiel seines Vaters folgend, widmete sich auch Giovanni diesem Beruf und eröffnete seine eigene Werkstatt. Er beteiligte sich auch am öffentlichen Leben der Stadt und bekleidete verschiedene Ämter: zunächst im Consiglio dei Quaranta, dann mehrmals im Ältestenrat und auch in der Vogtei, die für außerordentliche Geldsammlungen zuständig war. Er gehörte auch zu den außerordentlichen Vermögensverwaltern der Abtei San Mercuriale, während er auf die Wahl des neuen Abtes wartete (1457).
Giovanni gehörte der Bruderschaft der Battuti Bigi an, mit der auch seine Familie verbunden gewesen zu sein scheint. Von seiner Tätigkeit als Maler ist nur wenig überliefert: Im Dom von Forlì wird eine Lünette mit der Darstellung des Wunders der Madonna del Fuoco aufbewahrt, die auf einen spätgotischen Stil schließen lässt.
Giovanni ist daher vor allem für sein Werk als Historiker bekannt: eine Cronica, die sowohl wegen der Weite des Horizonts der behandelten Ereignisse als auch wegen der gelungenen Organisation des Materials großen Erfolg hatte.
Giovanni starb zwischen dem 3. April und dem 16. November 1465 in Forlì.